# Navi Mumbai

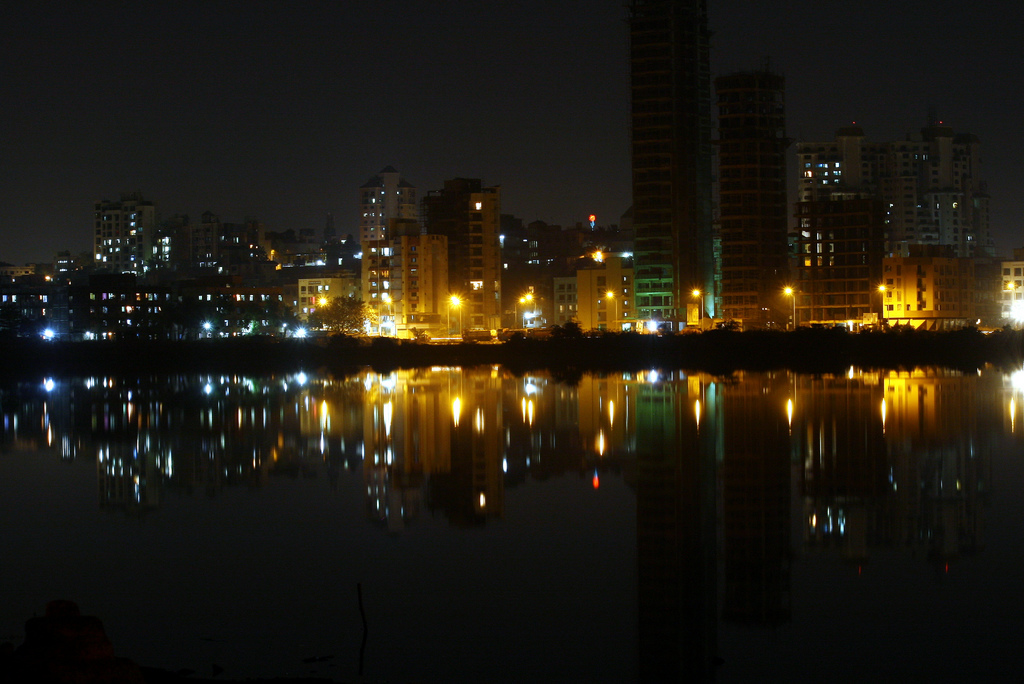
Området Nerul i Navi Mumbai nattetid.

Navi Mumbai ("Nya Bombay") är en stad i västra Indien och är belägen i distriktet Thane i delstaten Maharashtra. Staden är belägen öster om Bombay, på andra sidan Thanefloden, och ingår i Bombays storstadsområde. Befolkningen uppgick till 1 120 547 invånare vid folkräkningen 2011. Navi Mumbai som stad bildades officiellt den 1 januari 1992, som Navi Mumbai Municipal Corporation. Navi Mumbai har dock existerat sedan 1971, då lokala myndigheter började genomföra planer för att anlägga en ny satellitstad till Bombay på andra sidan Thanefloden. Navi Mumbais fulla projektområde sträcker sig utanför dagens stadsgräns, bland annat in i distriktet Raigad (denna del, med namnet Navi Mumbai Panvel Raigad, hade 195 373 invånare 2011).